# Hesteslægten
Hesteslægten (Equus) er en slægt af uparrettåede hovdyr. Det er den eneste slægt med nulevende arter inden for hestefamilien (Equidae). Arter fra andre slægter i denne familie er kun kendt fra fossiler. Til slægten Equus hører heste, æsler og zebraer. Afgrænsningen af arterne er stadig omdiskuteret, men oftest skelnes mellem syv arter, af hvilke de fleste er mere eller mindre truet af udryddelse. Tamhesten og tamæslet, de tæmmede former af henholdsvis vildhesten og det afrikanske vildæsel, spiller en stor rolle som pakdyr og ridedyr og er udbredt over hele verden.

## Udseende og anatomi
Hesteslægten udvikledes over 50 millioner år fra den lille skovboende Eohippus. Arter i hesteslægten er robuste dyr med aflangt hoved og forholdsvis lange ben. Et af de mest karakteristiske træk  er det reducerede antal tæer; alle nulevende arter har nu kun en funktionel tå. Det er den tredje tå, resten af tæerne er rudimentære. Hoven dækker fuldstændig det sidste tåled. Ved gang træder dyret kun på underlaget med dette sidste tåled.
Størrelse og vægt varierer. Længden af hoved og krop er mellem 200 og 300 centimeter, halen bliver 30 til 60 centimeter lang. Skulderhøjden er hos de mindre arter såsom onager og afrikansk vildæsel mellem 110 og 140 cm ved en vægt mellem  200 og 275 kg, mens skulderhøjden hos den største nulevende art  Grevys zebra (Equus grevyi) er op til 150 cm ved en vægt mellem 350 og 430 kg, undtagelsvis indtil 450 kg. Pelsen er tæt og oftest kort, dog har de fleste arter længere hår i nakken, på toppen af hovedet og på halen, der enten ender i en hårdusk eller har lange bølgende hår nær roden. Pelsfarven er hos de fleste arter grå eller brun på oversiden med en mørk rygstribe og hvidlig-grå på undersiden. Striber på skuldre og ben kan være til stede hos flere arter. De tre zebraarter adskiller sig ved deres påfaldende sort-hvide stribning.
Den højeste alder ligger på omkring 40 år for vildtlevende arter, mens dyr i fangenskab kan blive knap 50 år gamle.
Ørerne er bevægelige, så slægtens arter bedre kan lokalisere en lydkilde. Synet er dikromatisk, det vil sige at de kan adskille to farver. Øjnene er placeret langt tilbage på hovedet, hvilket giver dem et stort synsfelt, men de har dog også delvist et binokulært syn. I ganen findes jacobsons organ, der udnyttes af hingsten, når den løfter overlæben og vejrer om en potentiel partner er i brunst i nærheden. Arterne i hesteslægten er sammen med mennesker de eneste pattedyr, der kan producere store mængder sved med et varmeregulerende formål, hvilket blandt andet udnyttes, når de har brug for at bevæge sig hurtigt over store afstande.
Til forskel fra drøvtyggere med deres komplekse maver, så nedbryder disse arter cellulosen i føden ved hjælp af blindtarmen. De kan have op til 44 tænder. Der findes altid tre fortænder i hver kæbehalvdel for over- og underkæbe. Hjørnetænder findes som regel kun hos hanner, mens de helt mangler eller er meget små hos hunner. Der findes tre (sjældnere fire) forkindtænder (præmolarer) og tre bagkindtænder (molarer). Forkindtænder og bagkindtænder minder om hinanden og er velegnede til at tygge planteføden. Fortænderne anvendes især til at overbide græs, men bruges også til at forsvare sig over for rovdyr eller til at etablere hierarkiet i flokken.

## Levevis
Arterne i hesteslægten forekommer generelt i åbent terræn, fra slette og savanne til bjergområder og ørken. De er planteædere og lever især af fiberrig føde som græs og halvgræs. De kan også leve af andre plantedele som træers blade, frugter og bark.
De er sociale dyr som lever i flokke eller mindre grupper. Heste og zebraer lever i permanente flokke, som ofte består af en enkelt han og en gruppe hunner, mens øvrige hanner danner "ungkarleflokke". Øvrige arter i slægten danner midlertidige  flokke som ofte kun eksisterer i et par måneder og som enten er blandede flokke af hanner og hunner eller kun består af det ene køn. I alle grupperinger råder et strengt hierarki mellem individerne. Oftest er det den dominante hun som kontrollerer adgang til føden, mens den dominante han kontrollerer muligheden for parring.
Drægtighedsperioden er 330 til 410 dage – længst hos Grevys zebra og kortest hos tamhesten. I reglen fødes en enkelt unge, der vejer relativt meget (9 til 13 procent af morens vægt) og er meget udviklet, den kan følge moren blot få timer efter fødslen. Efter et halvt til halvandet år fravænnes ungen. Kønsmodenheden indtræffer efter to til seks år, men hingste forplanter sig dog senere end hopper på grund af den sociale struktur. Der kendes hybrider mellem arterne. En krydsning mellem en zebra og en anden hesteart kaldes f.eks. en zebroid.

## Arter
Arter i slægten Equus:
- Equus caballus (Vildhest) - tamhesten regnes som underart.
- Equus africanus (Afrikansk vildæsel) - tamæslet regnes som en underart.
- Equus hemionus (Onager)
- Equus kiang (Kiang)
- Equus quagga (Almindelig zebra)
- Equus zebra (Bjergzebra)
- Equus grevyi (Grevys zebra)